# إيريك ويستون
إيريك هنري ويستون (بالإنجليزية: Eric Henry Weston)‏ هو نبّال أمريكي سابق، مثّل بلاده في الألعاب الأولمبية الصيفية 1904.